# Anastassija Konstantinowna Brysgalowa
Anastassija Konstantinowna Brysgalowa (russisch Анастасия Константиновна Брызгалова, englisch Anastasia Bryzgalova, * 13. Dezember 1992 in Sankt Petersburg) ist eine russische Curlerin. Sie spielt vorwiegend im Mixed-Double.

## Karriere
Bei der Juniorenweltmeisterschaft 2014 spielte sie als Lead des russischen Juniorinnenteams unter Skip Alina Kowalewa und gewann die Bronzemedaille. Bei der Mixed-Weltmeisterschaft 2016 spielte sie auf der Position des Third unter Skip Alexander Kruschelnizki; die Russen gewannen die Goldmedaille.
Bei ihrer ersten Mixed-Doubles-Weltmeisterschaft spielte sie zusammen mit Kruschelnizki für Russland. Die beiden zogen in das Finale ein und schlugen dort das chinesische Team mit Ba Dexin und Wang Rui. Die Titelverteidigung bei der Mixed-Doubles-Weltmeisterschaft 2017 gelang nicht; Brysgalowa und Kruschelnizki wurden nur Neunte.
Zusammen mit Alexander Kruschelnizki spielte sie beim erstmals ausgetragenen Mixed-Doubles-Wettbewerb bei den Olympischen Winterspielen 2018 für das Team Olympic Athletes from Russia. Die beiden belegten nach der Round Robin den dritten Platz. Im Halbfinale verloren sie gegen die Schweiz (Jenny Perret und Martin Rios), konnten aber im Spiel um Platz 3 das norwegische Team (Magnus Nedregotten und Kristin Skaslien) mit 8:4 schlagen und die Bronzemedaille gewinnen.
Nachdem ihr Partner Kruschelnizki am 22. Februar 2018 wegen Dopings schuldig gesprochen und von den Winterspielen ausgeschlossen wurde, gab sie ebenso wie Kruschelnizki ihre Bronzemedaille zurück.
Bei der Europameisterschaft 2018 spielte sie als Third im russischen Frauenteam um Skip Alina Kowaljowa. Die Mannschaft kam in die Playoffs, verlor aber im Spiel um Platz 3 gegen Deutschland (Skip: Daniela Jentsch).

## Privatleben
Brysgalowa ist seit 2017 mit ihrem Spielpartner Alexander Kruschelnizki verheiratet.